# Sazlijka
La Sazlijka (in bulgaro Сазлийка?, səzˈliːkə), ufficialmente Rakitnica (in bulgaro Ракитница?), è un fiume della Bulgaria sud-orientale, affluente di sinistra dell'Evros o Marica.

## Etimologia
Il nome sembra derivare dal turco ottomano saz, nome di una speciale variante di Cyperaceae, col suffisso femminile in lingua bulgara. Precedentemente, assieme al suo corso superiore, Sjutlijka (in bulgaro Сютлийка?), era noto con il nome di Arzos (greco: Ἄρζος ποταμός).
Anche il nome del suo corso superiore, Sjutlijka, deriva da una radice turca, söğüt, “salice”, mentre la sua traduzione bulgara è Rakitnica, visto che in bulgaro “salice” si dice rakita.

## Geografia
La Sazlijka nasce negli Antibalcani orientali: nella prima parte del suo corso, fino a Radnevo, è conosciuta anche come Rakitnica o Sjutlijka; è lunga 154,4 km e ha un bacino di drenaggio di 3293 km². 
La sua portata media, a Gălăbovo, è di 17 m³/s.
Lungo il suo corso si trova il lago di Gălăbovo (in bulgaro Гълъбово?).